# Andrij Kiś
Andrij Myronowycz Kiś (ukr. Андрій Миронович Кісь, ur. 27 maja 1982 we Lwowie) – ukraiński saneczkarz w konkurencji jedynek i dwójek, uczestnik Zimowych Igrzysk Olimpijskich 2006, 2010 i 2014 oraz mistrzostw świata w 2007, 2008, 2009, 2011, 2012 i 2013.
Mistrz Ukrainy 2013 w konkurencji jedynek. Z Jurijem Hajdukiem zajął 9. miejsce w konkurencji dwójek na Mistrzostwach Europy 2010. Jest zawodnikiem klubu Kołos Lwów.